# Мазурско поезерие
Мазурското поезерие (на полски: Pojezierze Mazutskie) e хълмиста езерна зона в Североизточна Полша, формиращо югоизточния участък на Балтийските възвишения и ограничена от Литва и Русия (Калининградска област).
Простира се между долното течение на река Висла на запад и средното течение на река Неман на изток. На север се понижава към Поморската низина, а на юг преминава в Мазовецко-Подляската низина. Средната му надморска височина варира от 100 до 200 m, максимална 317 m. Релефът му е ледниково-акумулативен с голямо количество моренни ридове и хълмове и междуморенни понижения, често заети от езера. В Мазурското поезерие има около 2700 езера с обща площ около 1450 km², съединени помежду си с многочислени реки. Най-известни са т.нар. Мазурски езера (Шнярдви, Даргин, Негоцин и др.). На североизток и изток текат реките Шешупе, Ганча и др. леви притоци на Неман, на север – реките Анграпа и Лава (съставящи на Преголя) и Пасленка вливащи се в Балтийско море, на юг – реките Бебжа, Писа, Ожиц, Вкра десни притоци на Нарев, а на югозапад и запад – реките Скарва, Дървенца, Оса и др. десни притоци на Висла.
Големи участъци са заети от борови и смесени гори, торфени блата и мочурища. Значителна част от територията му е земеделски усвоена като се отглеждат предимно ръж и картофи, а на изток и лен.